# 2N2222

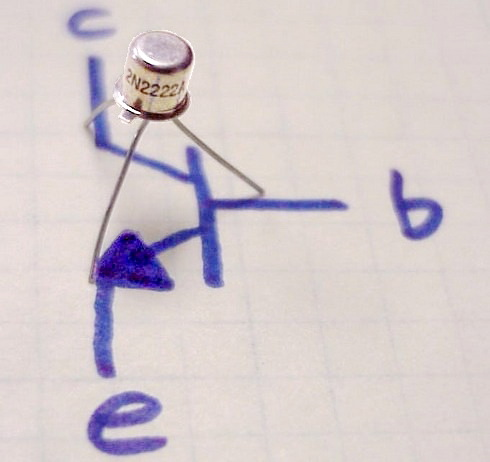
الترانزستور 2N2222A ، الباعث E و القاعدة B و المجمع C

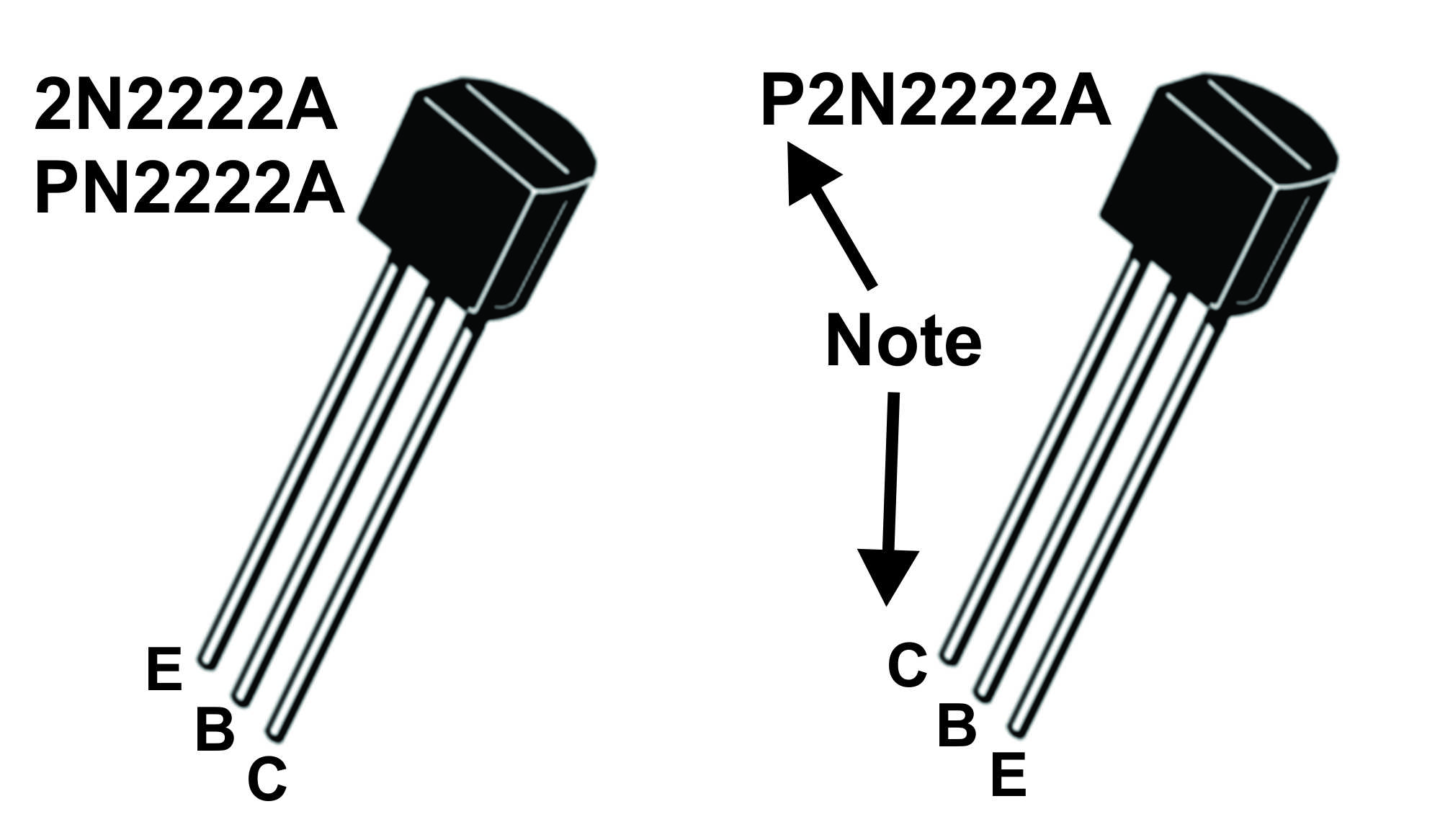
الترانزيستور 2N2222A (TO-92) لاحظ اختلاف ترتيب الاقطاب بين القطعتين

2N2222 هو ترانزستور من نوع زوجي الأقطاب (NPN) ، يستعمل في تطبيقات التضخيم أو التحكم منخفضة القدرة، وهو مصمم من أجل تيار منخفض إلى متوسط بقدرة منخفضة، وفولتية متوسطة. صنع في الأصل وفق التعليب المعدني TO-18 كما في الصورة.
يعتبر 2n2222 ترانزستور شائع. يستعمل كترانزستور NPN نموذجي. وُصف في الأول من طرف موتورولا أثناء مؤتمر IRE 1962  منذ ذلك الحين بدأت عدة شركات أشباه الموصلات بتصنيعه من ضمنها شركة تكساس إنسترومنتس